# روبيرت تيتشه
روبيرت تيتشه (بالألمانية: روبيرت تيتشه) من مواليد (27 مايو 1987 في فيسمار - ألمانيا الشرقية) لاعب كرة قدم ألماني يلعب حاليا لصالح نادي الدرجة الأولى هامبورغ الألماني منذ 2009 في مركز الوسط المهاجم .

## روابط خارجية
- روبيرت تيتشه على موقع إي إس بي إن إف سي (الإنجليزية)
- روبيرت تيتشه على موقع قاعدة بيانات كرة القدم.إي يو (الإنجليزية)
- روبيرت تيتشه على موقع بيانات كرة القدم. دي إي (الألمانية)
- روبيرت تيتشه على موقع Soccerbase.com (لاعب) (الإنجليزية)
- روبيرت تيتشه على موقع Soccerway.com (الإنجليزية)
- روبيرت تيتشه على موقع عالم كرة القدم.نت (الإنجليزية)
- روبيرت تيتشه على موقع كووورة
- روبيرت تيتشه على موقع AS.com (الإسبانية)